# Ljósufjöll
Ljósufjöll – uśpiony (ostatnia erupcja 960 ± 10 r. n.e.) kompleks wulkaniczny położony w zachodniej Islandii we wschodniej części półwyspu Snæfellsnes. Kompleks składa się z licznych stożków wulkanicznych i zastygłych jęzorów lawy. Najwyższy stożek wznosi się na wysokość 988 m n.p.m. (według innych źródeł 1063 m).  Mierzy około 90 km długości, jego szerokość w części wschodniej wynosi 20 km, a w zachodniej około 10 km.